# Сусамово олио
Сусамово олио е растителна мазнина извличана от семената на сусама. Широко използвано е като основна мазнина за готвене в южните части на Индия и като овкусител в китайската, японската и корейските кухни.
Сусамовото олио намира широко приложение и в медицината. Съвременните проучвания показват, че то е богато на антиоксиданти и полиненаситени мазнини, които спомагат за регулиране на кръвното налягане. В аюрведа сусамовото олио традиционно се използва за облекчаване на симптомите на стреса. Съдържа големи количества витамин Е и естествен слънцезащитен ефект, поради което намира широко приложение и в козметичната индустрия.

## Описание
Извлеченото чрез студено пресоване от сурови семена сусамово олио има светъл бледожълт цвят, докато това добивано от препечени семена е с тъмнокафяв цвят. Сусамовото олио има висока точка на димене и затова е особено подходящо за готвене. Съхранява се в добре затворени съдове и на тъмно.